# Quopia
Quopia é um programa gratuito usado para criar e restaurar cópias de segurança (backups).
Foi feito para funcionar nos sistemas operacionais Microsoft Windows e usa compressão de dados do tipo
ZIP (formato de arquivo).
Foi escrito na linguagem de programação Borland Delphi e a ideia básica do programa existe desde o início da década de 90. Originalmente usava o compressor de arquivos ARJ e um arquivo de lote de comandos (batch) contendo o que deveria ser comprimido, e desde 1998 passou a incorporar também uma interface gráfica. Posteriormente, a interface passou a ser configurável por meio de vários temas diferentes.
O texto das mensagens, menus e opções pode ser apresentado em Português do Brasil ou em Português de Portugal.
Os recursos fundamentais do Quopia incluem:
- Arquivo de ajuda detalhado, que exemplifica a utilização das várias funções do programa;
- Assistente para facilitar a criação e o agendamento de tarefas;
- Agendamento para a realização desassistida das cópias de segurança;
- Seleção de arquivos para inclusão (ou não-inclusão) nas cópias a serem realizadas;
- Filtros para seleção de arquivos por data, intervalo de datas ou extensão (tipo do arquivo);
- Proteção opcional com senha da cópia de segurança;
- Relatórios detalhados sobre as operações realizadas pelo programa.

Por poder também ser disparado a partir da linha de comando do Windows, o Quopia pode ser utilizado em arquivos de lote de comandos (batch).